# Parafia św. Serafina z Sarowa w Namur
Parafia św. Serafina z Sarowa – etnicznie rosyjska parafia prawosławna w Namur, jedna z 13 placówek duszpasterskich eparchii brukselsko-belgijskiej. Jej językiem liturgicznym jest cerkiewnosłowiański. 
Erygowana w 2007 przez arcybiskupa Brukseli i całej Belgii Szymona z myślą o społeczności rosyjskiej żyjącej w regionie. Święta Liturgia jest odprawiana dwa razy w miesiącu. 